# Fairey Battle
Fairey Battle ("Bitka") je bil enomotorni propelerski lovski bombnik, ki ga je razvil britanski Fairey Aviation Company v 1930ih za potrebe Kraljevih letalskih sil. Poganjal ga je Rolls-Royce Merlin V12, ki se je kasneje uporabljal na lovcih Hawker Hurricane in Supermarine Spitfire. Battle je bil velik korak naprej od prejšnjih letal, vendar pa je bil v primerjavi z lovci iz 2. svetovnne vojne počasen, slabo zaščiten in je imel majhen dolet, zato so ga hitro upokojili. 

## Specifikacije (Mk.II)
Podatki iz Fairey Aircraft since 1915; Taylor 1974, p. 283.
Splošne karakteristike
- Posadka: 3
- Dolžina: 42 ft 4 in (12,91 m)
- Razpon kril: 54 ft 0 in (16,46 m)
- Višina: 15 ft 6 in (4,72 m)
- Površina kril: 422 ft² (39,2 m²)
- Teža praznega letala: 6647 lb (3015 kg)
- Naložena teža: 10792 lb (4895 kg)
- Pogon letala: 1 ×  tekočinsko haljeni 12-valjni V-motor Rolls-Royce Merlin II, 1030 KM (768 kW)

 Zmogljivost 
- Maks. hitrost: 257 mph (223 vozlov, 413 km/h) na višini 15.000 ft (4.600 m)
- Doseg: 1000 milj (870 nmi, 1610 km)
- Višina leta: 25000 ft (7620 m)
- Čas do višine 1500 m: 4 min 6 sek

Oborožitev

- Strelno orožje: 

  - 1× 7,7 mm M1919 Browning strojnica v desnem krilu
  - 1× 7,7 mm Vickers K strojnica v zadnjem kokpitu
- Bombe: 

  - 4× 250 lb (110 kg) bombe v notranjosti
  - 500 lb (230 kg) bomb na zunanjih nosilcih